# Ніґула (Ляене-Ніґула)
Ні́ґула (ест. Nigula küla) — село в Естонії, у волості Ляене-Ніґула повіту Ляенемаа.

## Населення
Чисельність населення на 31 грудня 2011 року становила 177 осіб.

## Географія
Через село тече річка Таебла (Taebla jõgi).
Через населений пункт проходить автошлях 11230 (Гар'ю-Рісті — Ріґулді — Винткюла).

## Історія
До 27 жовтня 2013 року село входило до складу волості Таебла.

## Пам'ятки

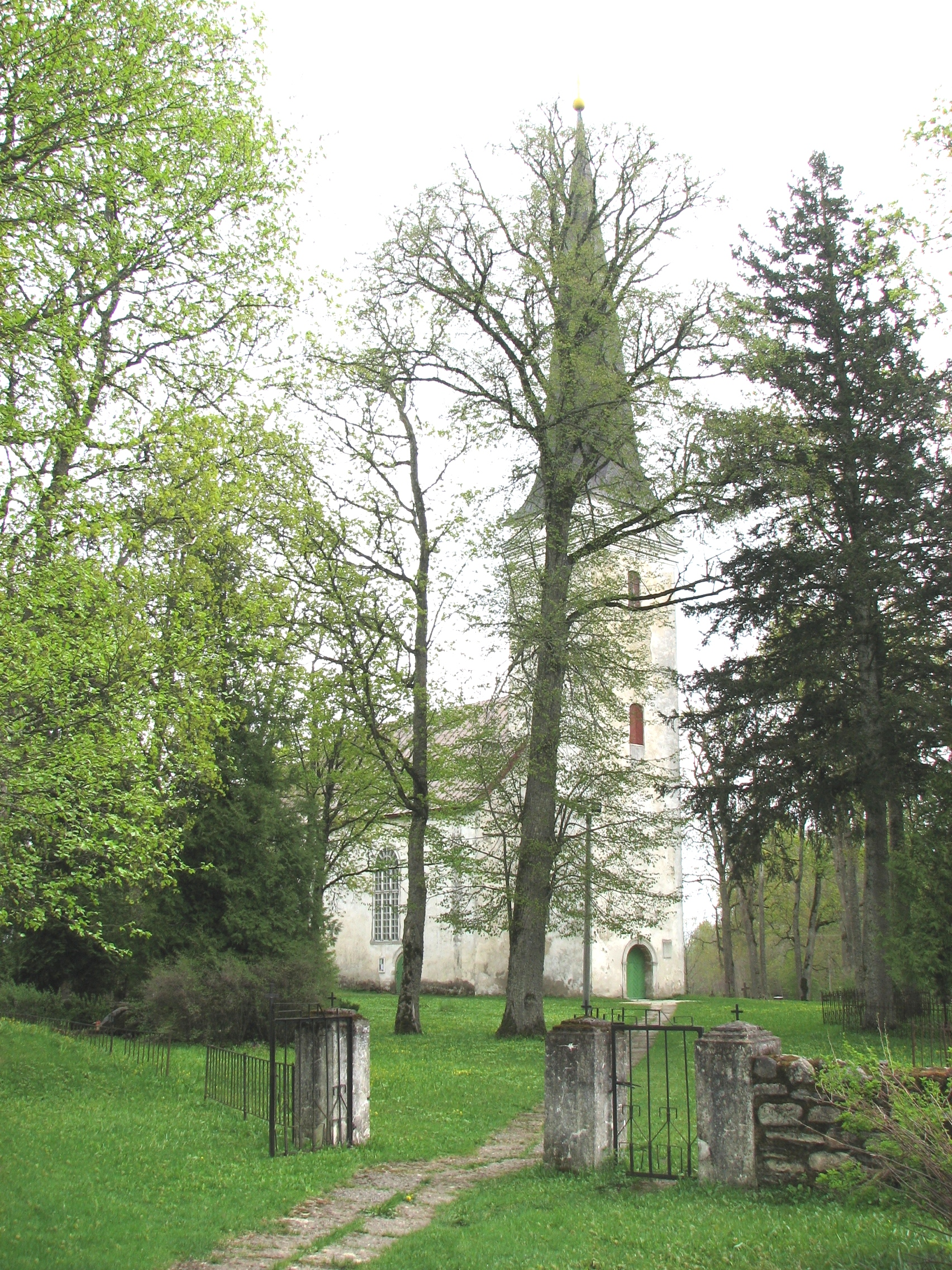
Кірха святого Миколая

- Кірха святого Миколая (Lääe-Nigula Püha Nikolause kirik), пам'ятка архітектури[4]
- Історичне кладовище (Lääne-Nigula kalmistu), що 1997 року занесене до реєстру культурної спадщини Естонії як історична пам'ятка[5]